# Bart Staes
Bart Hubert Wilfried Marcel Staes (Izegem, 7 augustus 1958) is een Belgisch politicus voor Groen.

## Levensloop
Van opleiding is Staes regent Nederlands-Engels-economie. Hij is woonachtig in Antwerpen.
Hij begon zijn politieke carrière bij de Volksunie. Van 1980 tot 1981 en van 1984 tot 1987 was hij bestuurslid van VUJO, de jongerenafdeling van de partij, evenals van 1984 tot 1987 lid van de partijraad en van 1995 tot 2001 lid van het partijbestuur Van 1983 tot 1999 was hij parlementair medewerker van Europarlementsleden Jaak Vandemeulebroucke en Nelly Maes. Na de breuk in de Volksunie, ten gevolge van de Lambermontakkoorden en de richtingenstrijd, was Bart Staes een van de oprichters van de links-liberale partij Spirit, waar hij in het partijbestuur zetelde. In 2002 maakte Bart Staes, wegens de kartelvorming sp.a-Spirit, de overstap naar het toenmalige Agalev, dat in 2003 herdoopt werd tot Groen. Daar zetelde hij tot in 2019 in het partijbestuur.
Staes is medestichter van de Vlaamsgezinde Gravensteengroep maar trok zich terug omdat zijn activiteit bij het collectief niet te verzoenen was met zijn mandaat bij Groen!.
Bij de verkiezingen van 1995 stond Bart Staes als tweede opvolger op de Senaatslijst van de Volksunie. Van 1999 tot 2019 was hij onafgebroken Europarlementariër voor aanvankelijk Volksunie, Spirit en daarna voor Groen. In het Europees Parlement zetelde hij in de fractie De Groenen/Vrije Europese Alliantie, werd hij lid van de parlementaire commissie Begrotingscontrole en Strijd tegen de Georganiseerde Misdaad, Corruptie en Witwassen en plaatsvervangend lid van de Commissies Milieubeheer, Volksgezondheid en Voedselveiligheid, Ontwikkelingssamenwerking en de parlementaire samenwerkingscommissie EU-Rusland. Ook was hij initiatiefnemer van de Intergroep Tsjetsjenië. In het Europees Parlement concentreerde hij zich op landbouw, voedsel, de besteding van de Europese middelen en ontwikkelingssamenwerking. Ook toonde hij bijzondere interesse voor milieu en de vredesbeweging. 
Bij de Europese verkiezingen van mei 2019 stond hij op de tweede plaats op de lijst van Groen, na Petra De Sutter. Op basis van de peilingen werd verwacht dat hij vanop die plaats een tweede zetel voor de partij zou binnenhalen, maar dat mislukte en zo verdween hij uit het parlement. Bij de Europese verkiezingen van juni 2024 fungeerde hij als lijstduwer voor zijn partij. Ook deze keer werd hij niet verkozen.

## Publicaties
- Het vlees is zwak met Jaak Vandemeulebroucke, Houtekiet, Antwerpen, 1996
- Echo's voor een ander Europa, Houtekiet, Antwerpen, 2004
- Voor een ander Europa, Houtekiet, Antwerpen, 2009
- Van Acquis tot Zetelwekstie. Een eurocratisch zakwoordenboek, Brussel, 2012
- Ggo's: droom of nachtmerrie, Houtekiet, Antwerpen, 2012 met als mede-auteurs Barbara Redand en Hans Van Scharen
- De onzichtbare hand die ons wurgt, e-boek, Brussel, 2012[2]
- Europa wordt wakker! Van een neoliberale naar een sociale, solidaire en duurzame Europese Unie, 2014